# Nohèdes
Nohèdes (em catalão:  Noedes) é uma comuna francesa na região administrativa da Occitânia, no departamento dos Pirenéus Orientais. Estende-se por uma área de 30.91 km², e possui 62 habitantes, segundo o censo de 2018, com uma densidade de 2.0 hab/km².